# Rio Brebu (Slănic)
O Rio Brebu é um rio da Romênia afluente do Rio Slănic, localizado no distrito de Buzău.